# Pachnobia aequaeva
Pachnobia aequaeva là một loài bướm đêm trong họ Noctuidae.